# Banicki Potok
Banicki Potok – lewobrzeżny dopływ Białej Dunajcowej o długości 4,63 km.
Potok płynie w południowo-wschodniej części Beskidu Niskiego. Źródła na wysokości ok. 730–740 m n.p.m. na północno-wschodnich stokach grzbietu Mizarnego. Spływa głównie w kierunku północnym niezbyt szeroką doliną, w której znajdują się zabudowania Banicy, po czym nieco poniżej tej wsi, na wysokości ok. 495 m n.p.m., uchodzi do Białej.
Nazwa potoku prawdopodobnie pochodzi od słowa bania, oznaczającego wyrobisko w ziemi, dół, kopalnię.